# لیدی گرومز
لیدی گرومز (انگلیسی: Lady Grooms؛ زادهٔ ۱۲ سپتامبر ۱۹۷۰) بازیکن بسکتبال اهل ایالات متحده آمریکا است.